# Planoise
Planoise és un barri situat al sud-oest de Besançon de França.

## Història
Les excavacions a la zona van trobar una presència humana des del Neolític. Un toc d'objectes de pedra i diversos demostra la presència de la casa des de -3.500 anys abans de Jesucrist. A l'Edat Mitjana, la zona és una zona agrícola, produint principalment blat. Després de la Segona Guerra Mundial, és necessari reconstruir molts edificis. El lloc Planoise es converteix en un dels lloc més gran de la construcció a França a finals de 1970 més de 8.000 llars de la terra. Avui en dia Planoise té més de 20.700 habitants 

## Geografia
L'àrea està situada al sud-oest de Besançon, i limitant amb el poble de Avanne-Aveney. El lloc està envoltat per dos turons.

## Edificis
- Al-Fath mesquita
- Església de Sant Francesc, erecte a 1972
- Església Cépée, erecte a 2000